# Anthony Joshua
Anthony Oluwafemi Olaseni Joshua, född 15 oktober 1989 i Watford, Hertfordshire, är en brittisk boxare och före detta innehavare av tre av de fyra stora VM-titlarna i professionell tungviktsboxning.  
Joshua var världsmästare i tungvikt för IBF 2016–2019, för WBA (Super) 2017–2019 och för WBO från mars 2018 till juni 2019 innan han sensationellt förlorade sina bälten till Andy Ruiz i en match i Madison Square Garden.
I december 2019 återtog Joshua sina fyra VM-titlar (inkluderat det mindre IBO-bältet) då han besegrade Ruiz på en gala i Saudiarabien. Titlarna förlorade han sedan till Oleksandr Usyk i september 2021. 
Joshua tog som amatör OS-guld i supertungviktsboxning 2012 i London.

## Boxningskarriär

### Som amatör

#### OS 2012
Joshua gick in i London-OS 2012 som något av en nykomling på den internationella scenen, detta trots att han tidigare tagit medalj på VM. Han fick en tuff lottning då han redan i åttondelsfinalen stötte på kubanen Erislandy Savón, rankad som nr 4 i världen och brorson till den trefaldiga olympiska mästaren Félix Savón. Men Joshua kämpade sig igenom de tre ronderna och vann med siffrorna 17–16. Beslutet var dock kontroversiellt då de flesta trodde att kubanen vunnit klart. I sin nästa match besegrade britten 2008 års OS-silvermedaljör Zhang Zhilei med 15–11, som han dessutom hade nere i golvet i andra ronden, vilket garanterade minst en bronsmedalj. 
I semifinalen mötte Joshua sedan kazaken Ivan Dytjko, och trots brittens mindre räckvidd tog han segern med 13–11 för att ta en plats i finalen där den 32-åriga regerande olympiska mästaren och före detta tvåfaldiga världsmästaren, Roberto Cammarelle, Italien, väntade. Efter att ha förlorat de två första ronderna (5–6 och 10–13) växte Joshua in i matchen och spurtade starkt för att till sist jämna ut poängställningen efter den tredje ronden till 18–18. Joshua utsågs därpå till vinnare och olympisk mästare då han vunnit den sista ronden. Beslutet kritiserades av vissa boxexperter och sågs som en "hemmavinst" för den 22 år gamla britten.

### Som proffs
Joshua debuterade som proffs i oktober 2013 med en TKO-vinst i O2-arenan i London mot Emanuele Leo.

#### Flerfaldig världsmästare
I april 2016 besegrade Joshua amerikanen Charles Martin på KO i den andra ronden och blev därmed ny världsmästare för organisationen IBF. Drygt ett år senare, 29 april 2017, mötte han på Wembley Stadium den mångfaldiga före detta världsmästaren Wladimir Klitschko om den vakanta WBA (Super)-titeln. Via TKO i rond 11 då Klitschko varit nere två gånger tog britten även detta bälte (och fick på köpet det mindre IBO-bältet). Matchen hade dock varit jämn och Joshua var själv i golvet i den sjätte ronden.
I mars 2018 vann Joshua ännu en VM-titel då han besegrade Nya Zeelands Joseph Parker som i sitt tredje titelförsvar nu fick ge upp WBO:s tungviktsbälte. Parker blev dock den förste att stå tiden ut mot britten men förlorade ändå klart via ett enhälligt beslut efter 12 ronder.
Anthony Joshua tappade alla sina fyra bälten i juni 2019 då han sensationellt förlorade mot Andy Ruiz på TKO i rond 7; detta i Madison Square Garden i New York. Förlusten sågs av många som en av de största överraskningarna i boxningshistorien.
I returmötet med Ruiz i Saudiarabien i december 2019 fick Joshua sin revansch och återtog sina VM-titlar efter att ha vunnit på poäng efter 12 ronder.
Joshua förlorade alla sina titlar till Oleksandr Usyk i september 2021.

### Webbkällor
Artikeln är helt eller delvis en översättning av motsvarande artikel på engelska Wikipedia
- Sports-reference.com (engelska)